# Spinosauridae
A Spinosauridae a specializált theropoda dinoszauruszok egyik családja. A család tagjai nagyméretű, két lábon járó, meghosszabbodott, krokodilszerű koponyájú, sima vagy finoman recézett kúpos fogakkal rendelkező ragadozók voltak. A fogcsont elülső fogai kihullottak, jellegzetes külsőt kölcsönözve a csoport tagjainak. A család neve a típusnem, a Spinosaurus hátán viselt jellegzetes, feltűnő, vitorlaszerű szerkezetre utal. A vitorla célja vitatott, a népszerű magyarázatok közé tartozik a hőszabályozás, az ellenfelek elriasztása és a párzás során történő pózolás, de egyes őslénykutatók szerint a Spinosaurus csigolyatüskéi egy izmos vagy zsíros púpot tartottak.
Az első spinosauridák a késő jura korban tűntek fel és a kora kréta idejére váltak elterjedtté. Emiatt a spinosauridák késő jura kori fosszilis rekordjához csak fogak tartoznak. Úgy tűnik, hogy a cenomani korszakban eltűntek, bár Argentínában találtak olyan, turoni korszakbeli fogakat, amiket a spinosauridákénak tulajdonítanak. A spinosauridák fosszíliáit Afrika, Európa, Dél-Amerika és Ázsia területén egyaránt felfedezték.

## Ősbiológia

### Ragadozó viselkedés
A spinosauridákról (főként az Irritatorról) szóló tanulmányok kimutatták, hogy a többi nagyméretű ragadozó dinoszauruszétól, például az Allosaurusétól és a Tyrannosaurusétól nagyon eltérő formájú és felépítésű koponyával rendelkeztek. Amíg a legtöbb ragadozó dinoszaurusz koponyájának jellemzője volt a nagy szélesség, a nagy magasság vagy e két tulajdonság együttese, addig a spinosauridák állcsontjai vékonnyá és keskennyé váltak. Ez a tény egyes őslénykutatókat, például Hans-Dieter Suest, Eberhard Freyt és David M. Martillt arra a következtetésre vezette, hogy a spinosauridák a többi theropodától eltérően nem a nagy, vergődő zsákmány megtámadására specializálódtak.
Sues és kollégái tanulmányozták a spinosauridák koponyájának felépítését, és kijelentették, hogy ezek az állatok a táplálkozásuk során az állcsontjaikkal rendkívül gyorsan, nagy energiával csaptak le kisméretű áldozatukra, erőteljes nyakizmaikat használva a gyors felfelé és lefelé történő mozgáshoz. A szűk pofa miatt valószínűtlen, hogy a koponyát oldalirányban mozgatták a zsákmány elfogása során.

### Táplálkozás
A spinosauridákról a múltban, az állcsontjuk modern krokodilokéval való összehasonlítása alapján gyakran azt gondolták, hogy elsősorban halevők lehettek. E. J. Rayfield és kollégái voltak az elsők, akik 2007-ben biomechanikai kutatást végeztek egy spinosaurida koponyáján (ami az európai Baryonyxhoz tartozott). Úgy találták, hogy a baryonychinák állcsontjának szerkezete és harapásereje nagyjából megfelelt a modern gaviálokénak, ami azt az elméletet támogatja, ami szerint legalább a baryonychinák főként halevők voltak, a spinosaurinák állcsontjai azonban jóval általánosabbnak tűnnek.
A közvetlen fosszilis bizonyíték megmutatta, hogy a spinosauridák éppúgy ettek halat, mint különböző közepes méretű állatokat, köztük kisebb dinoszauruszokat is. A Baryonyx hasüregében halpikkelyeket és egy fiatal Iguanodon csontjait is megtalálták, és létezik dokumentált példa arra is, hogy egy spinosaurida pterosaurusszal táplálkozott. Valószínű, hogy a spinosauridák általában különféle kisméretű állatokkal, köztük halakkal táplálkoztak.

## Taxonómia
A Spinosauridae családot Ernst Stromer nevezte el 1915-ben, ide sorolva a Spinosaurus nemet. A család később a Spinosaurus legközelebbi rokonaival bővült. A Spinosauridae első kladisztikai definícióját Paul Sereno alkotta meg 1998-ban (ide sorolva minden olyan spinosauroideát, amely közelebb áll a Spinosaurushoz, mint a Torvosaurushoz).
A Spinosauridae családban két alcsalád található, a Spinosaurinae és a Baryonychinae. A Spinosaurinae neve Sereno-tól, 1998-ból származik, a definícióját pedig Thomas R. Holtz Jr. és szerzőtársai alkották meg (2004-ben), ide sorolva valamennyi taxont, amely közelebbi rokonságban áll a Spinosaurus aegyptiacusszal, mint a Baryonyx walkerivel. A Baryonychinae alcsaládot Alan J. Charig és Angela C. Milner nevezték el 1986-ban. Ezt az alcsaládot és az újonnan felfedezett Baryonyx számára létrehozott Baryonychidae családot még azelőtt alkották meg, mielőtt az új nemet a Spinosauridae családhoz kapcsolták volna. A Holtz és mások által, 2004-ben definiált alcsalád kiegészítő klád azon taxonok számára, amelyek közelebbi rokonságban állnak a Baryonyx walkerivel, mint a Spinosaurus aegyptiacusszal.

### Osztályozás
- Spinosauroidea öregcsalád
  - Spinosauridae család
    -       - Ostafrikasaurus?
      - „Camarillasaurus”?

    - Baryonychinae alcsalád
      - Baryonyx
      - Cristatusaurus?
      - Suchomimus
      - Suchosaurus?

    - Spinosaurinae alcsalád
      - Ichthyovenator
      - Irritator
      - Angaturama?
      - Oxalaia?
      - Siamosaurus?
      - Vallibonavenatrix
      - Sigilmassasaurus?
      - Spinosaurus

## Fordítás
- Ez a szócikk részben vagy egészben  a   Spinosauridae című angol Wikipédia-szócikk ezen változatának fordításán alapul.  Az eredeti cikk szerkesztőit annak laptörténete sorolja fel. Ez a jelzés csupán a megfogalmazás eredetét és a szerzői jogokat jelzi, nem szolgál a cikkben szereplő információk forrásmegjelöléseként.